# GCC Summit
GCC Summit — щорічна конференція розробників GNU Compiler Collection та відкритого програмного забезпечення. Конференція є трьохденною подією, що відбувається з 2003 року в Канадському місті Оттава.
За звичай, проводиться через місяць після Desktop Developers' Conference, Kernel Summit та Ottawa Linux Symposium.

## Історія
- 2010: 25-27 жовтня
- 2009: 8-10 червня
- 2008: 17-19 червня
- 2007: 18-20 липня
- 2006: 28-30 червня
- 2005: 22-24 червня
- 2004: 2-4 липня
- 2003: 25-27 травня

## Ресурси тенет
- Офіційний майданчик тенет [Архівовано 13 листопада 2006 у Wayback Machine.]